# Vile
Vile is het vijfde studioalbum van de Amerikaanse deathmetalband Cannibal Corpse, uitgebracht in 1996 bij Metal Blade Records. De originele titel was Created To Kill (opnames van dit album zijn te vinden op de Cannibal Corpse boxset 15 Year Killing Spree) en werd opgenomen met de originele zanger Chris Barnes. Tijdens de opnames van Created To Kill nam Barnes ontslag, waarna de Monstrosity-vocalist George "Corpsegrinder" Fisher bij Cannibal Corpse kwam. Fisher nam de vocalen opnieuw op en toen werd het album uitgebracht onder de naam "Vile".

## Tracklist
1. "Devoured By Vermin" – 3:13
2. "Mummified In Barbed Wire" – 3:09
3. "Perverse Suffering" – 4:14
4. "Disfigured" – 3:48
5. "Bloodlands" – 4:20
6. "Puncture Wound Massacre" – 1:41
7. "Relentless Beating" – 2:14
8. "Absolute Hatred" – 3:05
9. "Eaten From Inside" – 3:43
10. "Orgasm Through Torture" – 3:41
11. "Monolith" – 4:24

## Leden
- George "Corpsegrinder" Fisher - zang
- Jack Owen - gitaar
- Rob Barrett - gitaar
- Alex Webster - basgitaar
- Paul Mazurkiewicz - drums